# 瑪麗亞·盧多維卡 (奧地利-埃斯特)
奧地利-埃斯特的瑪麗亞·盧多維卡（德語：Maria Ludovika Beatrix von Österreich-Este，1787年12月14日—1816年4月7日），奧地利皇后，丈夫是奧地利帝國第一任皇帝法蘭茲一世。

## 生平
瑪麗亞·盧多維卡出生於義大利北部的米蘭公國，父親是奧地利女大公瑪麗亞·特蕾西亞的第四子、奧地利-埃斯特大公斐迪南·卡爾，母親是摩德納公爵埃爾科萊三世·埃斯特的女兒瑪麗亞·貝亞特麗切。
1796年，米蘭公國被拿破崙率領的法軍占領，瑪麗亞·盧多維卡跟著家人流亡奧地利。
1808年，瑪麗亞·盧多維卡與堂哥、奧地利皇帝法蘭茲一世結婚。身為主戰派的她對丈夫有著相當大的影響力，甚至被民眾稱為「第二個瑪麗亞·特蕾莎」。當拿破崙戰爭於1815年結束後，瑪麗亞·盧多維卡回到自己的故鄉—北義大利。次年，她在當地因結核病逝世，得年28歲。